# Ferrari GT4
El Dino 308 GT4 y 208 GT4 (más tarde Ferrari 308 GT4 y 208 GT4) fue un coche con motor V8 de ubicación central, de configuración 2+2 construido por Ferrari. El Dino 308 GT4 fue introducido en 1973 y complementado por el 208 GT4 en 1975. Los coches fueron vendidos bajo la marca Dino (utilizada para diferenciar a los Ferrari que no poseían motor V12) hasta que en mayo de 1976 recibieron la marca Ferrari. El GT4 fue reemplazado por el Mondial 8 en 1980 después de una producción de 2,826 308s y 840 208s.

## Diseño

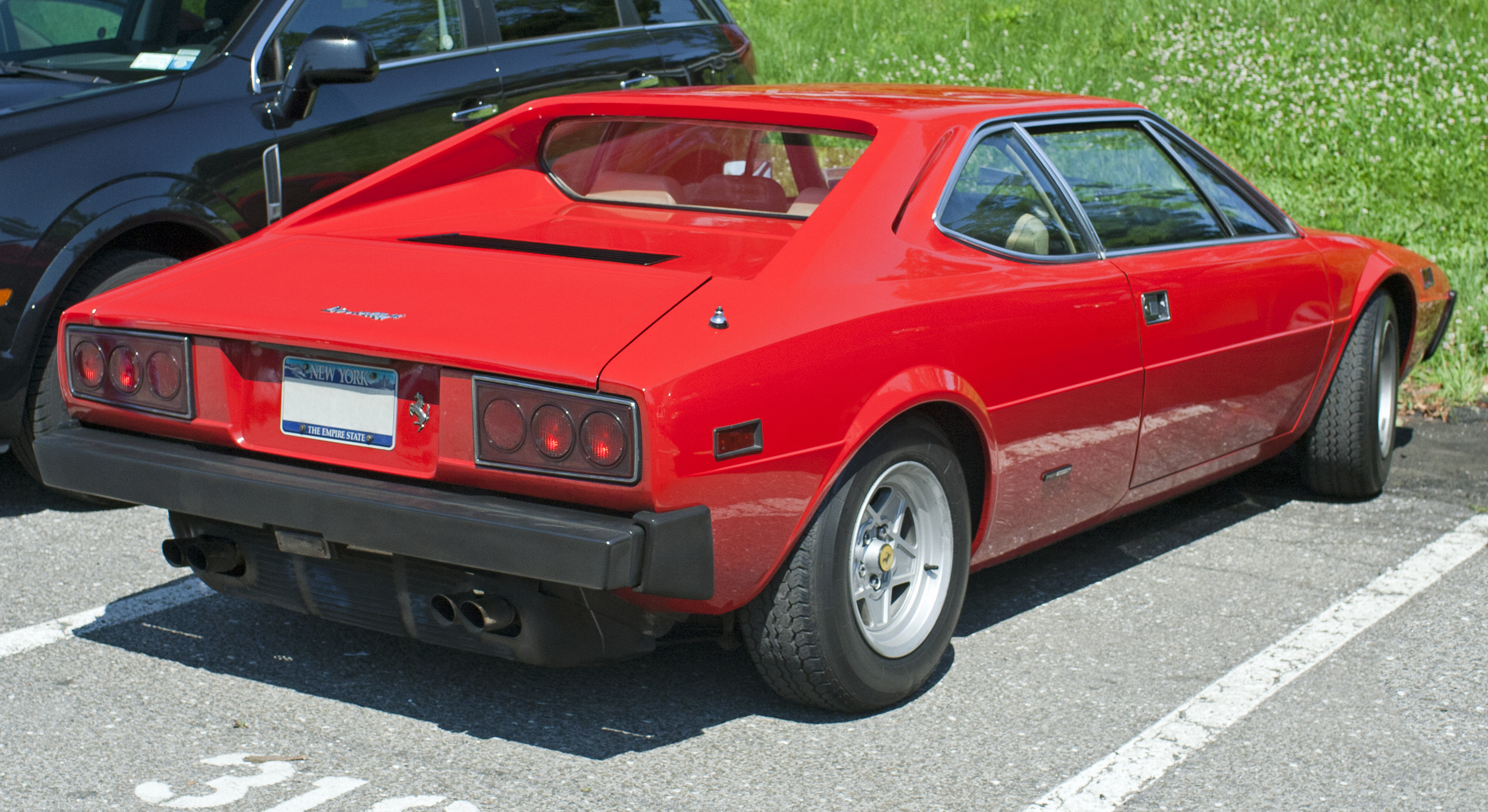
Ferrari GT4 (EE. UU.)

El GT4 fue un modelo innovador para Ferrari en varias maneras: fue el primer Ferrari de producción con motor V8 central, diseño que devendría en abultadas ganancias de la compañía en las siguientes décadas, y era la primera producción de Ferrari con Bertone (dejando de lado a  Pininfarina) en el diseño de la carrocería. Pininfarina estuvo muy molesto por la decisión de otorgar a Bertone el diseño, ya que consideraba que habían hecho mucho por Ferrari. Las líneas angulares presentadas eran enteramente diferentes de su curvilíneo hermano, el Dino 246, y generó polémica en su tiempo. Algunos periodistas lo compararoncon el Lancia Stratos y el Lamborghini Urraco, también construidos por Bertone y firmados por Marcello Gandini. Desde el puesto del conductor se ve sólo la carretera. Enzo Ferrari formó parte importante en su diseño, incluso teniendo un simulador hecho, donde poder sentarse para poder probar diferentes posiciones de la columna de dirección, pedales y forma de la cabina.

## Especificaciones

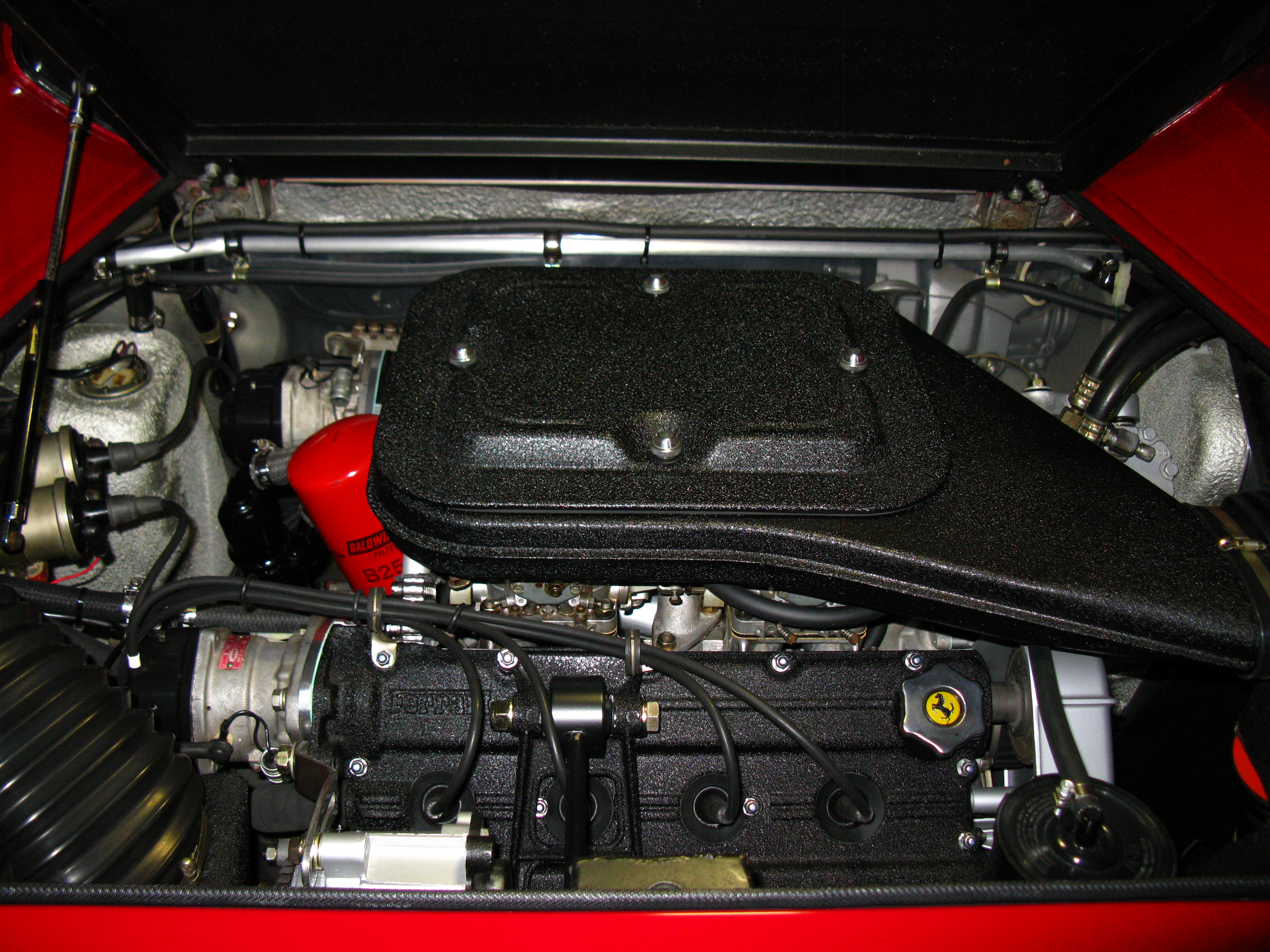
Motor de un Dino 308 GT4, especificaciones de EE. UU.

El chasis era un bastidor tubular basado en el del Dino 246, pero extendido hasta los 2550,2 milímetros (100,4 plg) de distancia entre ejes, para dejar espacio para la segunda fila de asientos. La suspensión era totalmente independiente, con dobles horquillas, barras estabilizadoras, amortiguadores telescópicos coaxiales y muelles helicoidales en ambos ejes. Niki Lauda ayudó a configurar el chasis.
El motor V8 3.0L (2926.90 cc) estaba montado transversalmente y unido a una caja de cambios manual de 5 velocidades. Equipaba neumáticos Michelin XWX en medida 205/70VR14. El motor poseía bloque de aleación del aluminio y doble árbol de levas a la cabeza, comandada por correa dentada y 16 válvulas. Producía 255 caballos (190 kW) en la versión europea y 240 caballos (179 kW) en la destinada al mercado americano. El sistema de alimentación se componía de cuatro carburadores Weber 40 DCNF.

## 308 GT4

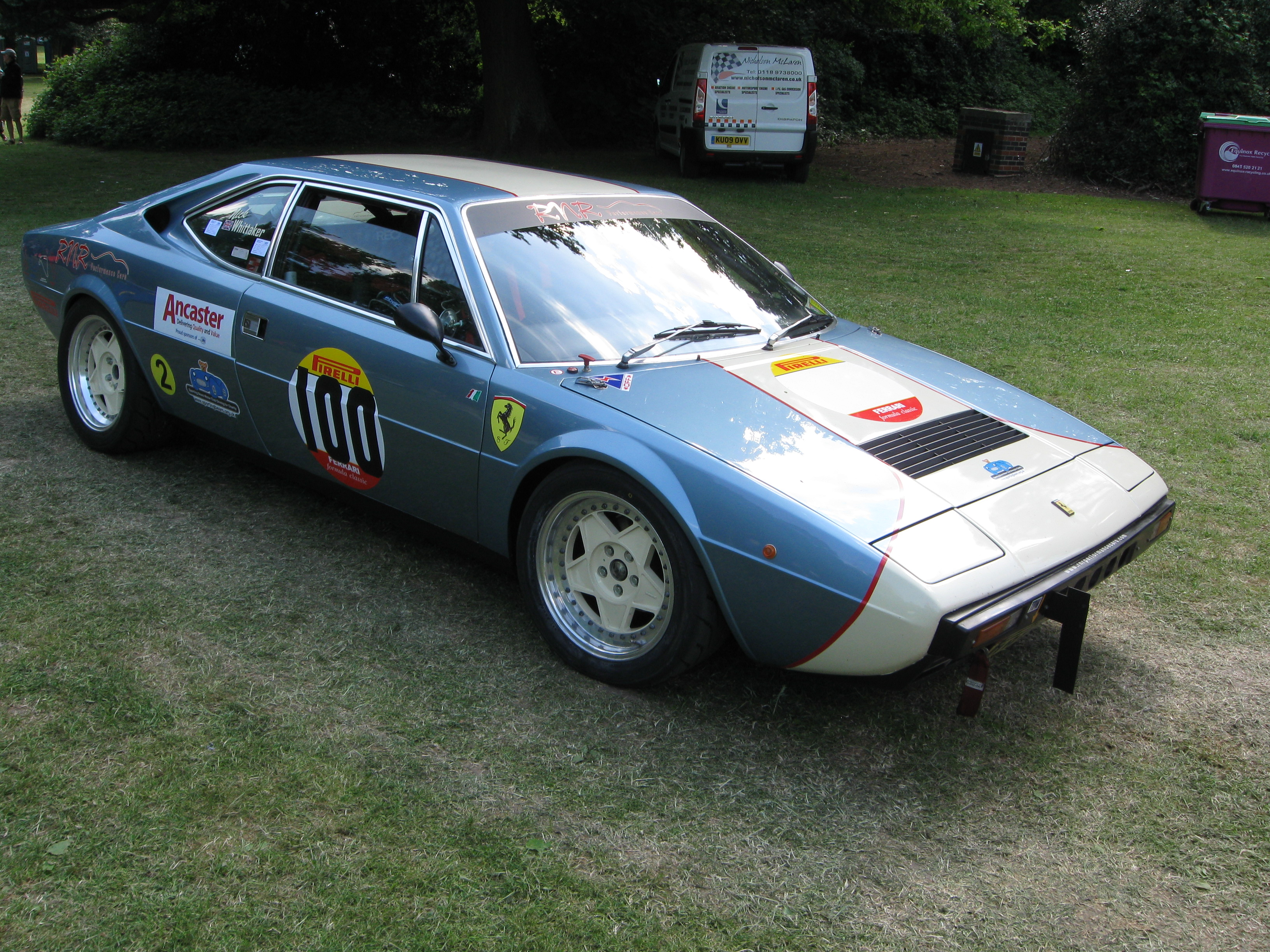
Ferrari 308 GT4 en el Crystal Palace Circuit en mayo de 2013.

El Dino 308 GT4 fue presentado en el Salón del Automóvil de París en noviembre de 1973. Obtuvo el Cavallino Rampante en mayo de 1976, el cual reemplazó los logotipos Dino en el capó, ruedas, panel trasero y el volante. Esto causó confusión importante durante años por dueños, entusiastas y jueces. Durante la crisis energética de aquellos años, muchos probables compradores quedaban indecisos de comprar un automóvil caro sin la marca Ferrari, desconociendo la importancia del nombre Dino, quien era hijo de Enzo Ferrari. Este murió en 1956, y su nombre era colocado en su memoria en los modelos V8 y V6.
En un esfuerzo para mejorar ventas hasta el cambio de marca oficial de 1976, Ferrari realizó la actualización de fábrica #265/1 el 1 de julio de 1975, con revisiones técnicas y cosméticas en muchas áreas. Algunas de estas revisiones fueron incorporadas poco a poco por los vendedores. Algunos hicieron todas las revisiones mientras algunos sólo unas pocas. Esto deja muchos GT4 de 1975 con una variedad de modificaciones difíciles de documentar por aficionados, quienes no pueden entender la serie complicada de acontecimientos que rodean este año de modelo. Algunos de las revisiones incluyeron añadir placas con el Cavallino Rampante, repintado de coche en un esquema de dos tonos (con la mitad más baja pintado de negro mate), mejoras en el aire acondicionado, etc. El parachoques incluyó también modificaciones y cambios en el sistema de escape para versiones norteamericanas. El Dino 308 GT4 era el único Ferrari legalmente importado a los EE. UU. en 1975, y también ese año Niki Lauda ganó el campeonato de Fórmula 1 de conductores y Ferrari ganó el título de constructores. El GT4 fue el único 2+2 de Ferrari que participó en competición con apoyo de la fábrica.
Hubo dos series del GT4; los coches más tempranos presentaron un sistema de distribuidor gemelo y faros antiniebla montados en el frente. Los coches más tardíos tuvieron un motor con un distribuidor solo, con antinieblas montados detrás de la rejilla del frente.

## 208 GT4

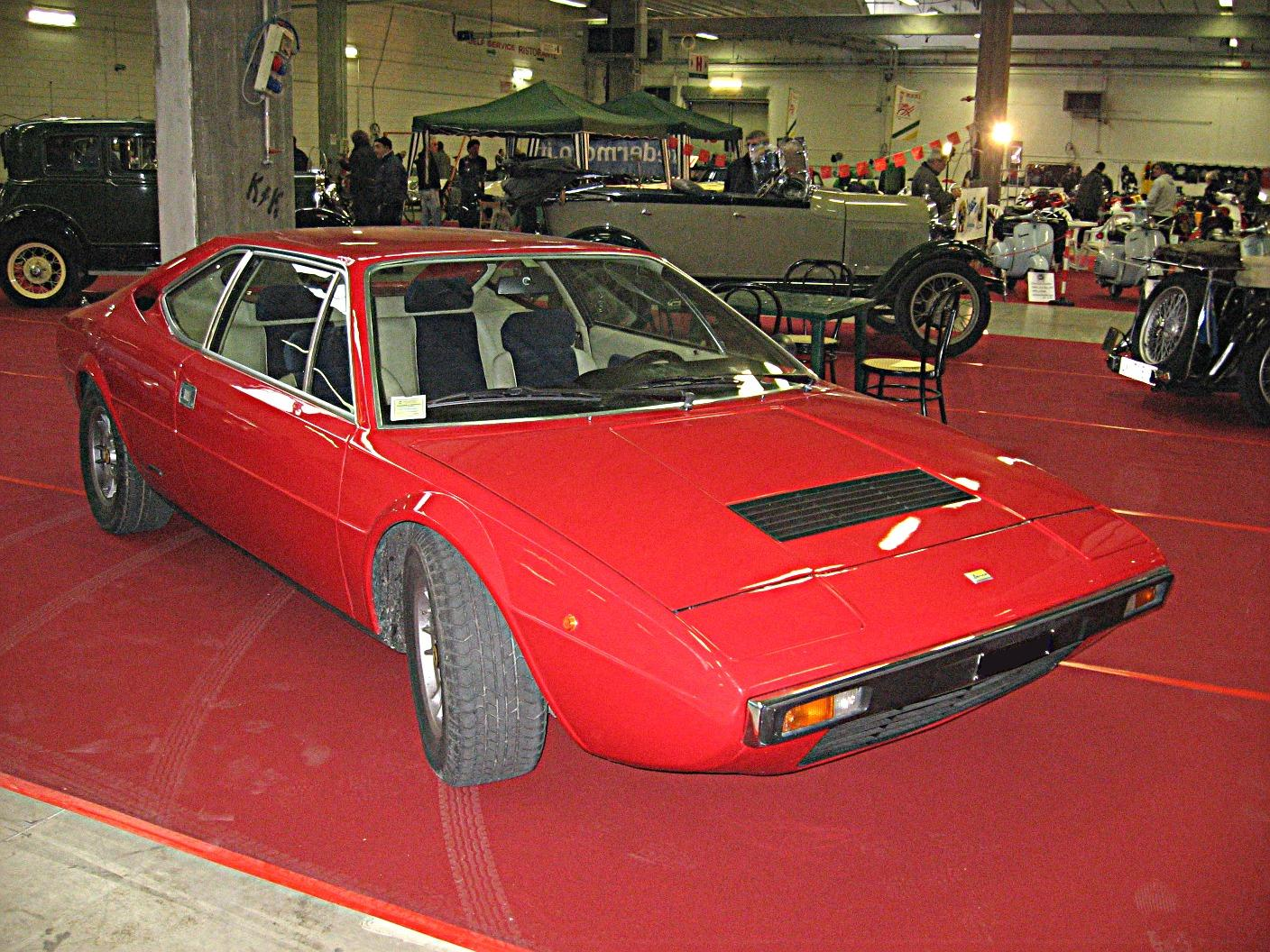
Dino 208 GT4

Presentado en el Salón del Automóvil de Ginebra de 1975, el 208 GT4 era una versión de bajo cubicaje del V8 producido para el mercado italiano, donde los automóviles con motores de más de dos litros estaban sujetos a más del doble de IVA (38%). El motor fue rebajado a 2.0L (exactamente 1990,64cc, con medidas  de pistón de 66.8mm por 71mm), lo que resultó en la producción del motor V8 más pequeño de la historia para un automóvil de carretera.
La potencia de salida era de 170 caballos de fuerza a 7700 rpm, para una velocidad máxima de 137mph (220km/h). Los carburadores Weber 34 DCNF más pequeños, una relación de transmisión final más baja y neumáticos más delgados completaron los cambios técnicos para el 208. Los detalles cromados (en lugar de negros) en el exterior y la falta de luces antiniebla eran indicadores visuales externos del GT4 de motor más pequeño. Dentro, el 208 GT4 presentaba un tablero negro en lugar de plateado.  
El 208 GTB reemplazó el 208 GT4 en 1980, después de que sólo 840 coches habían sido construidos.

## Dueños notables
- Elvis Presley
- Adam West
- Gordon Murray
- Richard Hammond (en un episodio de Top Gear)